# Raimbek Matraimov
Raimbek Matraimov (nascido em 3 de maio de 1971) é um político e empresário quirguiz. Foi vice-presidente do Serviço Estatal de Alfândega do Quirguistão de agosto de 2015 a novembro de 2017. Matraimov ganhou uma riqueza considerável durante sua carreira na autoridade alfandegária do Quirguistão e tornou-se um dos homens mais influentes do país sendo considerado um "fazedor de reis" na política quirguiz. Por meio de sua influência política, acumulou uma fortuna através do crime organizado para si e sua família. Depois de ter sido despedido no final de 2017, Matraimov tornou-se uma figura central num caso de corrupção e lavagem de dinheiro em grande escala, um dos maiores escândalos da história da política do Quirguistão.